# Lista polskich kanałów telewizyjnych
Jeden z użytkowników Wikipedii oznaczył tę stronę jako kwalifikującą się do natychmiastowego skasowania.
W najbliższym czasie administratorzy Wikipedii zweryfikują to zgłoszenie.
Jeśli nie zgadzasz się z oceną wikipedysty, wypowiedz się na stronie dyskusji. Autorów prosimy o zapoznanie się z informacjami o najczęstszych powodach usuwania artykułów.
Uzasadnienie: treść niezrozumiała
Administratorze! Pamiętaj, żeby przed skasowaniem artykułu sprawdzić linkujące, dyskusję i historię zmian (ostatnia zmiana wykonana przez Jeż0216).
# TVN. 2. SHOW TV. 3. KINO PILSKA. 4. KINO TV. 5. ANTENA TV. 6. POLSAT. 7. T P Q. 8. TVP 1. 9. TV PULS. 10. Puławy. 11. POLSAT SPORT Q. 12. POLSAT GO. 13. Towaru G. 14. RED CARPET TV. 15. AMC. 16. ITVN. 17. HISTORY. 18. Polsat box. 19. Dla tv.